# 前田利極
前田 利極（まえだ としなか）は、加賀大聖寺藩の第10代藩主。

## 生涯
文化9年（1812年）10月21日、第9代藩主・前田利之の次男として江戸で生まれる。長兄・造酒丞が早世したために世子となる。天保7年12月10日（1837年1月16日）の父の死去により、天保8年（1837年）2月13日に家督を継ぐ。
天保9年（1838年）9月12日に死去した。享年27。跡を弟で養子の利平が継いだ。

## 系譜
父母
- 前田利之（父）
- 貞寿院 ー 酒井忠徳の娘（母）

正室
- 寿正院 ー 前田斉広の三女

子女
- 政、生母は寿正院（正室）

養子
- 前田利平 ー 実弟